# 月尾海洋列車
月尾海洋列車（：／ Wolmi Bada yeolcha */?）是韓國仁川的一條觀光用單軌列車路線。路線連接仁川站與月尾島，由仁川交通公社營運。該條路線於2008年即開始修建，原計畫為「月尾銀河線」在2009年開通，但因種種原因使開通時間一再推迟，直到2019年10月8日才正式開業。

## 概要
月尾海洋列車是一條全長6.1公里的球拍型環線，從仁川站旁的月尾海站出發，繞過月尾島。 沿鐵路線設置四個車站，全程需時35分鐘（平均速度14.4公里），每10分鐘一班（最初計劃的最高速度為50公里，平均速度為25公里，無人駕駛操作時間為30分鐘）。
月尾海洋列车離地面高7米至18米，可将月尾岛的自然景观、仁川内港、西海和远处的仁川大桥尽收眼底。

## 歷史
該條線路與2008年7月動工興建，以爭取在2009年8月的仁川世界城市節前開業，但在2009年7月底因為安全原因，開業時間被推遲到2010年3月26日。后經過安全檢查，從2009年8月15日開始為期6个月的试运行，爭取在2010年6月開業。但在2010年4月30日，試運行車輛發生追撞事故，導致同年7月的開業时间表再次推迟。 另一方面，2010年6月下旬的仁川交通公社的收支分析報告顯示，若該條線路在2010年10月開業，則到2015年度的累積赤字將達86亿韓元。當時的仁川市長宋永吉在競選的時候已經指出仁川市的負債已達7万亿韓元，而2010年7月又追加了2亿韓元的額外赤字，仁川市的金融狀況已經非常严重，因此市政府方面又提出將开放时间改为9月份。2010年12 月28日，仁川交通公社宣布放棄該項目。之後施工方韓信工營起訴仁川交通公社，要求公社方面支付延遲賠償金等共計258億韓元。2018年1月，法院判處原告勝訴，仁川交通公社需付賠償金46億韓元，原告方不服並於翌月上訴。
2012年5月，仁川市與韓國鐵道技術研究院合作調查月尾銀河線的安全狀況，後於2013年5月發佈報告稱該線路的橋樑、軌道、車輛等方面均未達到安全性指標。因此2013年12月，仁川交通公社宣佈拆除银河線现有设施，改造為鐵路自行車軌道。2014年5月，仁川交通公社選定Garam Space公司作為優先協商對象。然而在同年6月，新任仁川市長劉正福宣佈將重新考慮改造為自行車軌道的事案。2015年2月12日，仁川交通公社與Garam Space簽訂設立特殊目的法人「仁川单轨鐵路株式會社」的合同，同時宣佈該條線路將採用每車廂8座位的3輛編成小型单轨列车。
2016年初進行將Y形軌道更換為I形軌道的工事。同年8月，在軌道上停放的10輛廢棄車廂被賣掉。然而，由於Garam Space公司的融資出現問題，2017年3月17日仁川市宣佈解除與該公司的合作關係，仁川单轨鐵道改為仁川市的直轄項目。
2018年12月，仁川市宣佈線路將在2019年5月開業，並且會在車上安裝Wi-Fi和LTE系统。為使車輛不會傾斜而將鐵軌由1列改為3列，另外為了使乘客在發生意外時能及時逃生而修建供人行走的通道。2019年1月開始技术性試運行，以便同年6月開通。4月29日，仁川交通公社宣佈因系統出現問題而再次推遲開業時間。同年9月27和28日两天舉行市民試乘活動，10月8日正式開業。開業仪式本來為了防止非洲豬瘟疫情擴散而宣佈取消，後來在10月8日下午2點在月尾海站站台上举行。

### 沿革
- 2007年10月23日：1-3期的部分都市管理计划和地形图公示[30]。
- 2008年6月30日：执行计划公示[31]。
- 2008年7月4日：開工仪式[32]。
- 2009年1月19日：北城洞1街车辆基地计划废止[33][34]。
- 2009年5月26日：仁川交通公社单轨铁路项目1期站名確定[35]。
- 2012年11月12日：2-3期计划廢止[36]。
- 2018年8月13日：執行计划公示[37]。
- 2019年4月8日：定名月尾海列車[38]。
- 2019年6月27日：建设完成[39]。
- 2019年10月8日：開業[27]。

## 車輛
2010年時使用的车辆系统是美国Urbanaut技术公司的膠輪路軌系統。車輛採用2輛1編組形式，1編組可乘坐70人，车辆由Rowin製造。隨後發生一系列醜聞，投資835億韓元的10輛5編組車隊被廢除，所有金屬零件報廢，並且根據廢物管理法處理FRP材料。
2019年開業後採用蓄電池驅動單軌系統。車輛採用2輛1編組形式，1編組可乘坐46人。车辆由EMTC製造。

## 車站
月尾海列車各站站名於2009年5月26日經「月尾银河線站名选定最终審議委員會」公佈，2019年開業前進行了少許變更。
- 月尾海站（仁川站）
- 月尾公园站（月尾公园入口）
- 月尾文化街站（月尾文化街入口）
- 博物館站（月尾主题公园入口）
- 月尾公园站（月尾公园入口）
- 月尾海站（仁川站）

## 外部連結
- 月尾海列車介绍 仁川交通公社 （页面存档备份，存于）